# Earl Tatum
William Earl Tatum (ur. 26 lipca 1953 w Mount Vernon) – amerykański koszykarz, grający na pozycji rzucającego obrońcy lub niskiego skrzydłowego w lidze NBA.
Przed grą na parkietach NBA, Tatum grał w szkolnej drużynie koszykarskiej w Mount Vernon High School, a później przez cztery lata na uczelni Marquette. Został wybrany w drugiej rundzie draftu 1976 z 21 numerem przez Los Angeles Lakers. W NBA występował w barwach pięciu różnych drużyn przez 4 lata. Swój ostatni sezon 1979/80 spędził z Cleveland Cavaliers. W 1980 zakończył karierę z powodu kontuzji kolana.

## Osiągnięcia
Na podstawie, o ile nie zaznaczono inaczej.
NCAA
- Wicemistrz NCAA (1974)
- Uczestnik rozgrywek:
  - Elite 8 turnieju NCAA (1974, 1976)
  - Sweet 16 turnieju NCAA (1973, 1974, 1976)
  - turnieju NCAA (1973–1976)
- Zaliczony do II składu All-American (1976)
- Drużyna Marquette Golden Eagles zastrzegła należący do niego numer 43